# Chaetonotus ornatus
Chaetonotus ornatus är en djurart som tillhör fylumet bukhårsdjur, och som beskrevs av Daday 1897. Chaetonotus ornatus ingår i släktet Chaetonotus och familjen Chaetonotidae. Inga underarter finns listade i Catalogue of Life.